# Liste der Bürgermeister von Eilenburg
Die Liste führt die Bürgermeister und Oberbürgermeister der sächsischen Stadt Eilenburg auf. Bis 1497 ist die Auflistung unvollständig. Sie weist außerdem größere Lücken zwischen 1580 und 1591 sowie zwischen 1678 und 1832 auf.
1362 wurde erstmals ein Rat der Stadt unter Vorsitz des Bürgermeisters Heynich Otzyng erwähnt. Der Bürgermeister war Vorsitzender einer Regierung bestehend aus acht Mitgliedern (u. a. Stadtrichter, Kämmerer). Drei solcher Regierungen bildeten das Raths-Collegium und wechselten sich jährlich ab, so dass meist ein dreijähriger Turnus beim Bürgermeisteramt entstand. Später wurde die Zahl der Regierungen und damit der Bürgermeister auf zwei reduziert. Die Sortierung der Tabelle richtet sich nach dem ersten Amtsjahr des jeweiligen Bürgermeister.
Der erste frei gewählte Bürgermeister nach der Wende war Herbert Poltersdorf. Seit 1994 dauert eine Amtsperiode sieben Jahre. Seit 1997 trägt das Stadtoberhaupt, wie schon von 1920 bis 1933, den Amtstitel Oberbürgermeister.
| Amtszeit                                             | Name                        | Partei        | Bemerkungen |
| ---------------------------------------------------- | --------------------------- | ------------- | --- |
| 1362                                                 | Heynich Otzyng              |               | erstmalige Erwähnung eines Rates der Stadt unter Vorsitz des Bürgermeisters                                                      |
| 1403                                                 | Oswald von Peckwitz         |               | von Markgraf Wilhelm I. eingesetzt, nachdem dieser in Besitz von Stadt und Schloss gelangt war                                   |
| 1404                                                 | Bruno Goldschmidt           |               | |
| 1409, 1421, 1424                                     | Petrus Rochlitz             |               | |
| 1419                                                 | Nicol Haselbach             |               | |
| 1420                                                 | Heinrich Miltzkab           |               | |
| 1425                                                 | Bulo Lasitz                 |               | |
| 1443, 1454                                           | Peter Dydicke               |               | |
| 1497, 1500, 1503, 1506, 1509, 1512, 1515, 1518, 1521 | Mart. Mußgleich             |               | |
| 1499, 1502, 1505                                     | Wenzel Schneider            |               | |
| 1501                                                 | Linhard Michel              |               | |
| 1504, 1507, 1510                                     | Christoph Schönichen        |               | zuvor Gerichtsschöppe, Vater von Georg Schönichen                                                                                |
| 1508, 1511, 1514                                     | Hanß Lehmann                |               | |
| 1516, 1519, 1522                                     | Georg Gentzsch              |               | |
| 1517                                                 | Hanß Heinemann              |               | |
| 1520, 1523, 1526, 1529, 1532, 1535                   | Moritz Lehmann              |               | |
| 1524, 1527, 1530                                     | Hanß Kuhne                  |               | |
| 1525, 1528, 1531, 1534, 1537                         | Caspar Jeschko              |               | |
| 1533, 1536, 1539, 1542, 1545                         | Hanß Eichmann               |               | |
| 1538, 1541, 1544, 1547, 1553, 1556, 1559             | Clemens Holder              |               | |
| 1540, 1543                                           | Wilhelm à Faréroda          |               | |
| 1546, 1549, 1555                                     | Johann Martini              |               | führte das erste Kirchenbuch ein                                                                                                 |
| 1548, 1550, 1552, 1554, 1557, 1560, 1563, 1566, 1569 | Gregor Heinemann            |               | |
| 1551                                                 | Johann Strauß               |               | gest. 1552, wurde auf Befehl des Kurfürsten eingesetzt                                                                           |
| 1558, 1561, 1564, 1567                               | Georg Hofmann               |               | |
| 1562, 1565, 1568, 1571                               | Georg Geschke               |               | |
| 1570, 1573, 1576, 1579                               | Georg Worttau               |               | |
| 1572, 1575, 1578                                     | Caspar Lorentz              |               | |
| 1574, 1577, 1580                                     | Christoph Heinemann         |               | |
| 1591–1597                                            | Mattheus Schade             |               | Amtsantritt zum 1. Oktober |
| 1597–1601                                            | Caspar Fehmel               |               | Amtsantritt zum 28. September |
| 1601–1607                                            | Johann Koch                 |               | Amtsantritt zum 29. September |
| 1607–1608                                            | Johann Müller               |               | Amtsantritt zum 2. Oktober |
| 1608–1618                                            | Caspar Zwirner              |               | Amtsantritt zum 5. Oktober |
| 1618–1626                                            | Adam Papa                   |               | Amtsantritt zum 2. Oktober; gest. 1629                                                                                           |
| 1626–1630                                            | Stephan Ernst Schirrmeister |               | Amtsantritt zum 27. September |
| 1630–1631                                            | Paul Jenisch                |               | Amtsantritt zum 6. Oktober |
| 1631–1633                                            | Andreas Ferckel             |               | Amtsantritt zum 19. Oktober |
| 1633–1634                                            | Cyriacus Heydelberger       |               | beyder Rechte Doctor aus Leipzig; Amtsantritt am 12. Februar                                                                     |
| 1634–1637                                            | Sebastian Schubart          |               | Amtsantritt zum 7. Oktober |
| 1637–1638                                            | Paul Gärtner                |               | Amtsantritt zum 10. Oktober |
| 1638–1639                                            | Johann Rudel                |               | Amtsantritt zum 22. Oktober |
| 1639–1643                                            | Christian Müller            |               | Amtsantritt zum 30. September |
| 1643–1657                                            | Wolffgang Beyer             |               | Amtsantritt zum 16. Oktober |
| 1657–1660                                            | Gregorius Kern              |               | Amtsantritt zum 5. Oktober |
| 1660–1663                                            | Johann Andreas              |               | Amtsantritt zum 26. November |
| 1663–1667                                            | Friedrich Rau               |               | Amtsantritt zum 19. Oktober |
| 1667–1669                                            | Daniel Ferckel              |               | Amtsantritt zum 7. Oktober |
| 1669–1670                                            | Andreas Mylius              |               | Amtsantritt zum 4. Oktober |
| 1670–1675                                            | Christoph Schubart          |               | Amtsantritt zum 10. Oktober |
| 1675–1677                                            | Johann Georg Friedrich      |               | Amtsantritt zum 11. Oktober |
| 1677–1678                                            | Daniel Andreä               |               | Amtsantritt zum 22. Oktober |
| 1678, 1681                                           | Johann Georg Vörckel        |               | Amtsantritt zum 21. Oktober |
| 1684, 1694                                           | Daniel Andreä               |               | möglicherweise identisch mit Daniel Andreä (1677–1678)                                                                           |
| 1699                                                 | Georg Anschütz              |               | zuvor ab 1691 Stadtrichter, gest. 1709                                                                                           |
| 1706                                                 | Paul Goldner                |               | zuvor ab 1699 Stadtrichter, gest. 1718                                                                                           |
| 1711                                                 | Paul Berger                 |               | zuvor ab 1704 Stadtrichter, gest. 1721                                                                                           |
| 1722                                                 | Ernst Friedrich Mylius      |               | gest. 1729 |
| 1723                                                 | Johann Christian Nathan     |               | Apotheker, gest. 1729 |
| ?                                                    | Andreas Friedrich Mylius    |               | zuvor ab 1718 Stadtrichter, gest. 1750                                                                                           |
| 1733                                                 | Johann David Weidlich       |               | zuvor ab 1729 Stadtrichter, gest. 1734                                                                                           |
| 1734                                                 | Johann Georg Steinmetz      |               | zuvor ab 1729 Stadtrichter, gest. 1740                                                                                           |
| 1748                                                 | Nikolaus Piening            |               | zuvor ab 1725 Stadtrichter, gest. 1754                                                                                           |
| 1759                                                 | David Pollandt              |               | gest. 1780 |
| 1759, 1760                                           | Johann Christoph Canitz     |               | gest. 1760 |
| 1767–?                                               | Christian Gottlieb Lazer    |               | gest. 1830 |
| 1815, 1832                                           | Gottlieb Polikarp Kranold   |               | zuvor ab 1800 Stadtrichter in Eilenburg, gest. 1839                                                                              |
| 1832                                                 | Hesselbarth                 |               | |
| 1832–1857                                            | Moritz Brunner              |               | zuvor Gerichtsassessor in Torgau, gest. 1875                                                                                     |
| 1858–1893                                            | Emil Schrecker              |               | geb. 1823, 1893 Ernennung zum Ehrenbürger, gest. 1905                                                                            |
| 1893–1903                                            | Ludwig Sydow                |               | geb. 1858, gest. 1903 im Amt |
| 1904–1933                                            | Alfred Belian               | zeitweise DDP | 1902/1903 2. Bürgermeister in Wittenberge erhielt 1945 das Ehrenbürgerrecht Wahlen: 1903, 1918, 1928                             |
| 1933–1934                                            | Hans Märtens                | ?             | kommissarisch |
| 1935–1943                                            | Georg Kraft, auch: Krafft   | NSDAP         | geb. 1897 in Hanau Mitglied der SA 1943–1945 Oberbürgermeister in Köthen 1957 in Dortmund erwähnt                                |
| 1943–1945                                            | Gerhard Thiede              | NSDAP         | zuvor Bürgermeister in Greppin, später Bürgermeister in Markdorf                                                                 |
| April/Mai 1945                                       | Friedrich Tschanter         |               | zuvor Schulleiter der Bergschule und Mitglied der FVP von der amerikanischen Militäradministration eingesetzt; gest. 1945 im Amt |
| 1945–1946                                            | Max Müller                  | LDP           | Rechtsanwalt von der amerikanischen Militäradministration eingesetzt                                                             |
| 1946–1950                                            | Oswald Leune                | KPD/SED       | im Mai/Juni 1945 bereits Interimsbürgermeister der sowjetischen Militäradministration in Eilenburg-Ost                           |
| 1951–1953                                            | Hedwig Schlenkrich          | SED           | geb. 1907, gest. 1983 |
| 1953–1956                                            | Erich Dannhauer             | ?             | |
| 1956–1959                                            | Stefan Gorcak               | ?             | |
| 1959–1962                                            | Karl Postel                 | ?             | |
| 1962–1968                                            | Gustav Kauthe               | ?             | |
| 1968–1990                                            | Heinz Laugwitz              | SED           | geb. 1934, gest. 2018 |
| 1990–1994                                            | Herbert Poltersdorf         | CDU           | |
| 1994–2015                                            | Hubertus Wacker             | SPD/parteilos | 1990–1994 Bürgermeister von Kospa-Pressen 1998 bis 2010 Mitglied der SPD, seitdem parteilos Wahlen: 1994, 2001, 2008             |
| 2015–lfd.                                            | Ralf Scheler                | parteilos     | Wahlen: 2015, 2022 |